# Thạch Môn, Thường Đức
Thạch Môn (石门县, Hán Việt: Thạch Môn huyện) là một huyện thuộc địa cấp thị Thường Đức, tỉnh Hồ Nam, Cộng hòa Nhân dân Trung Hoa. Thạch Mông nằm ở tây bắc Hồ Nam. Huyện này có diện tích 3.973  km², dân số năm 2002 là 690.852 người. Kinh tế huyện này chủ yếu là nông nghiệp với các nông sản như lúa, cam, chè. Chính quyền huyện đóng tại trấn Sở Giang.

## Hành chính
Huyện Thường Đức có các đơn vị hành chính sau:
- Trấn: Sơ Giàng, Giáp San, 皂 Thị, Dịch Gia Độ, Nam Bắc, Bình Hồ San, Duy Tân, Tân Quan, Mông Tuyền, Ma Thị.
- Hương: Nhị Đô, Tam Thánh, Tử Lương, Thái Bình Nhai, Bạch Vân, La Bình, Sở Nhai, Nhạn Trì, Tân Phô.